# Juszczyna
Juszczyna – wieś w Polsce położona w województwie śląskim, w powiecie żywieckim, w gminie Radziechowy-Wieprz.

## Historia
Pierwsza wzmianka w 1628. W następnym dziesięcioleciu została dwukrotnie nawiedzona przez zbójników. W swej historii dzieliła losy Żywiecczyzny, stanowiła też część folwarku w Wieprzu.
16 lipca 1908 roku, w wyniku oberwania chmury gwałtownie wezbrała przepływająca przez wieś potok Juszczynka. Wyrwane drzewa, gałęzie i porwane z wodą drewno, utworzyło we wsi zator, powodując zatopienie części miejscowości. Zginęło wówczas 21 osób, zaś zdarzenie poruszyło całą Galicję. Zdarzenie to stało się dla mieszkańców impulsem do zbudowania we wsi drewnianego kościoła parafialnego parafii pw. Nawiedzenia NMP, wybudowanego w latach 1924-1927.
W latach 1954–1960 wieś należała i była siedzibą władz gromady Juszczyna, po jej zniesieniu w gromadzie Wieprz. W latach 1975–1998 miejscowość administracyjnie należała do województwa bielskiego.

## Sport
Juszczyna posiada swój klub piłkarski LKS Juszczyna, który gra obecnie w 6 lidze polskiej (klasa A).